# Хаген, Иоганн Георг
Иоганн Георг Хаген (нем. Johann Georg Hagen; 6 марта 1847 — 5 сентября 1930) — австрийский астроном и католический священник.

## Биография
Иоганн Георг Хаген родился в городе Брегенц, Австрия. Он был сыном школьного учителя. В 1863 году он вступил в римско-католический орден иезуитов, и учился в иезуитском колледже в Фельдкирхе. Он также изучал астрономию и математику в Боннском и Вестфальском университетах. Во время франко-прусской войны он пошёл добровольцем на фронт санитаром. Но вскоре вынужден был вернуться, так как заболел брюшным тифом.
4 июля 1872 года Отто Бисмарк запретил деятельность иезуитов на территории империи. Иоганн Хаген покидает страну и уезжает в Великобританию, где он становится священником. В июне 1880 года Иоганн переезжает в США; там он начинает преподавать в Колледже Святого Сердца в Прерии Дю Шен, штат Висконсин. Вскоре он начинает серьёзно заниматься астрономией — строит небольшую обсерваторию и занимается наблюдениями. В 1888 году его приглашают работать в обсерватории Джорджтаунcкого университета в качестве директора. Здесь он продолжает свои исследования и публикует множество научных работ. С 1906 года, по приглашению папы Пия X, Иоганн Хаген работает в Ватиканской обсерватории в Риме. Умер Иоганн Хаген в 1930 году.
В честь него назван кратер на Луне.